# Kazakhstan Juniors
Das Kazakhstan Juniors (auch Kazakhstan Junior International genannt) ist im Badminton die offene internationale Meisterschaft von Kasachstan für Junioren und damit das bedeutendste internationale Juniorenturnier in Kasachstan. Es wurde erstmals im November 2016 ausgetragen.

## Die Sieger
| Saison    | Herreneinzel      | Dameneinzel            | Herrendoppel                        | Damendoppel                   | Mixed                                  |
| --------- | ----------------- | ---------------------- | ----------------------------------- | ----------------------------- | -------------------------------------- |
| 2016      | Dmitriy Panarin   | Yelizaveta Kharchenko  | Dmitriy Panarin Ikramzhan Yuldashev | Mariya Malygina Alina Romanko | nicht ausgetragen                      |
| 2017      | Dmitriy Panarin   | Anastasiia Pustinskaia | Dmitriy Panarin Ikramzhan Yuldashev | Mariya Malygina Alina Romanko | Dmitriy Panarin Anastasiia Pustinskaia |
| 2018 2024 | nicht ausgetragen | nicht ausgetragen      | nicht ausgetragen                   | nicht ausgetragen             | nicht ausgetragen                      |